# Winin
Winin (biał. Вінін, Winin; ros. Винин, Winin) – wieś na Białorusi, w obwodzie brzeskim, w rejonie bereskim, w sielsowiecie Siehniewicze, przy drodze magistralnej M1.

## Historia
W XIX i w początkach XX w. położony był w Rosji, w guberni grodzieńskiej, w powiecie prużańskim, w gminie Rewiatycze.
W dwudziestoleciu międzywojennym leżał w Polsce, w województwie poleskim, w powiecie prużańskim, do 1 kwietnia 1932 w gminie Rewiatycze, następnie w gminie Siechniewicze. W 1921 miejscowość liczyła 145 mieszkańców, zamieszkałych w 28 budynkach, w tym 109 Białorusinów i 36 Polaków. 113 mieszkańców było wyznania prawosławnego i 32 rzymskokatolickiego.
Po II wojnie światowej w granicach Związku Sowieckiego. Od 1991 w niepodległej Białorusi.